# Каспийский подтип
Каспи́йский тип (также хорасанский, восточный и восточно-средиземноморский тип) — группа популяций, одна из разновидностей европеоидной расы. Её обычно рассматривают как подтип индо-средиземноморской, индо-афганской или индо-памирской расы.

## Общая информация

### Происхождение и история
В своём происхождении эта разновидность связана с территорией Передней Азии; наиболее вероятная область её формирования — территория Афганистана и Северной Индии.
По данным археологии, каспийский подтип является одним из древнейших антропологических типов на Кавказе. К концу бронзовой эпохи и в начале ранней поры железной прослеживается довольно существенное различие в типе населения Южного Кавказа и Северного Кавказа. К каспийскому типу относилось древнейшее население горного Дагестана, впоследствии (V—VIII века нашей эры) сменившееся населением с кавкасионским типом.
В древнейших погребениях Самтаврского и Мингечаурского могильников находят резко выраженные длинноголовые узколицые европеоидные черепа, по типу сходные больше всего с представителями современных длиноголовых вариантов каспийского типа. Согласно другим источникам, в эпоху мезолита в регионе обитал длинноголовый европеоидный антропологический тип, близкий к современному каспийскому типу, вошедшему в состав азербайджанского народа.

Следовательно есть основание предполагать, что основной длинноголовый, сравнительно узколицый, темнопигментированный европеоидный тип, участвовавший в формирование физического типа азербайджанцев (в собственном смысле слова), возможно, восходит к эпохе заселения восточного Закавказья современным человеком.
Каспийский подтип был одним из антропологических типов, населявших Восточный Кавказ, хотя, согласно некоторым источникам, он появился в этой области позже кавкасионского. Также к этому типу издревле относилось население Иранского нагорья.

### Признаки
Носители комплекса признаков, характерного для каспийской расы, отличаются средним ростом, значительным ростом бороды, смугловатым цветом кожи, узковатым лицом, миндалевидными тёмными глазами, слегка выпуклым носом и тёмной пигментацией волос. Каспийский тип отличается от более северного понтийского типа грацильностью, более прямым носом и редкостью светлых глаз.

### Распространение
Распространён на территории Закавказья, к типу относятся азербайджанцы, курды, таты-мусульмане, цахуры и талыши. К этому типу также относят кайтагцев и кумыков, живущих на Северном Кавказе, также
белуджей.

## Закаспийский тип
Закаспийским типом называют восточнокаспийский тип той же самой ориентальной общности, к которой принадлежит и каспийская раса в лице западнокаспийских популяций. В наиболее чистой форме закаспийский тип представлен у туркмен.

### Комментарии
1. ↑  по другой информации: талыши и таты-армяне сближаются антропологически с армянами (переднеазиатская комбинация признаков)[18]